# 西武モハ200形電車
西武モハ200形電車（せいぶモハ200がたでんしゃ）は現在の西武鉄道（2代）の前身の一つで現在の西武新宿線・西武国分寺線・西武園線に相当する路線を運営していた西武鉄道（初代）が1941年に増備した通勤形電車である。

## 概要
1941年に西武鉄道が13年ぶりに増備した電車で、201 - 210の10両が製造された。
梅鉢鉄工所製の半鋼製17 m車。緩い曲面を持つ前面非貫通3枚窓の両運転台車で、側面片開き3扉。窓配置はd1D4D4D1dの典型的な「関東形」と呼ばれるもの。側窓は一段上昇窓でノーヘッダである点が特徴。台車は、私鉄電車台車がイコライザー式全盛だった当時、国鉄TR23形台車酷似の軸ばね式台車を採用、珍しい事例となった（この台車は後年200形に別のイコライザー台車を充当することで捻出され、西武鉄道社内で他の電動車に転用された）。
1927年 - 1928年に製造されたモハ550形・クハ600形以降、西武鉄道では不況による経営難から1930年代の間、新造車両は全く登場しなかった。その厳しい状況はモハ200形新造時点でも脱しておらず、モハ200も車体・台車は新造だったが、電装品は在来木造車であるモハ500形からの流用品で賄われ、制御車となった同形（クハ1200形。後のクハ1251形）と編成を組んで使用された。
1945年の武蔵野鉄道との合併による西武農業鉄道（→西武鉄道）発足を経て、1948年6月の一斉改番でモハ251形（初代）251 - 260となった。
1950年代に片運転台化と側窓の2段上昇窓化、電装品の国鉄払い下げ品への振り替え等が行われ、また1954年8月にはモハ221形（2代）221 - 230へ改番された。
更に1958年10月に、221 - 224・230が電装解除され、形式・車番は原番号に1000を足したクハ1221形1221 - 1224・1230となった。
しかしその時から371系や501系の増備により廃車が始まり、1963年の227-1222を最後に全車地方私鉄へ譲渡され、形式消滅した。

## 譲渡
山形交通
まず半数の電装解除が済んだのと同じ1958年10月に225が、続いて1960年6月に1224が所沢車両工場で前面の2枚窓化・再両運転台化、1224については再電装化の改造を受け山形交通に譲渡され、モハ100形111・112となって同社三山線に配置された。
1974年11月の同線廃線後は高松琴平電気鉄道に譲渡され、同社780形780・790、後に電装解除の上860形860・870となって1998年に廃車された。
一畑電気鉄道
1960年 - 1961年の間に228 - 1230・229 - 1221・226 - 1223の2両編成3本が所沢車両工場で側面2扉化・車内のセミクロスシート化改造を受け同社60系（初代）のデハ60形（初代）61 - 63・クハ160形161 - 163となり同社で特急・急行に使用された。
80系（元451系）の導入により61（初代）-161・62（初代）-162が1982年9月、63-163が1985年3月に廃車された。
豊橋鉄道
1963年5月に最後まで残っていた227 - 1222が譲渡され、同社1700系のモ1700形1701-ク1750形1751として渥美線に配置された。1968年の一斉改番で1751はク2700形2701となっている。
1989年の1900系導入終了に伴い余剰休車となり、1997年7月の架線電圧1500 V昇圧に伴い同年9月末付けで廃車された。

## 性能諸元
- モハ251形
  - 全長 - 17,000 mm
  - 全高 - 4,162 mm
  - 全幅 - 2,600 mm
  - 自重 - 38.0 t
  - 定員 - 106人（座席40人）
  - 制御装置 - 電磁空気カム軸式
  - 主電動機 
    - 定格出力 - 86 kW × 4
    - 歯数比 - 19:65 = 1:3.42

  - 制動方式 - 制御管式自動空気ブレーキ及び手ブレーキ
  - 台車 -軸ばね式